# Alina Kietlińska
Alina Maria Kietlińska (ur. 30 czerwca 1911 w Warszawie, zm. 5 lipca 1974 tamże) – polska archeolog.

## Życiorys
Po ukończeniu gimnazjum im. Emilii Plater studiowała na Uniwersytecie Warszawskim, od 1936 przez dwa lata pracowała jako wolontariusz w muzealnych pracowniach konserwatorskich. W 1937 uzyskała dyplom magistra filozofii, a następnie prowadziła prace badawcze na Górze Zamkowej w Wilnie. 
Podczas wybuchu II wojny światowej przebywała w Warszawie, kontynuowała naukę na tajnych kursach uniwersyteckich prof. Włodzimierza Antoniewicza, gdzie przygotowywała pod jego kierunkiem doktorat. Podczas powstania warszawskiego materiały te przepadły. 
Po wyzwoleniu stolicy, w marcu 1945 zgłosiła się do Państwowego Muzeum Archeologicznego, gdzie zajęła się zabezpieczaniem zbiorów, a następnie działaniami rewindykacyjnymi. W 1947 została powołana na stanowisko konserwatora zabytków archeologicznych w województwie warszawskim i kieleckim, od 1958 do przejścia na emeryturę w 1973 kierowała Działem Epoki Żelaza. W 1961 w Instytucie Historii Kultury Materialnej PAN obroniła doktorat, tematem pracy była struktura społeczna ludności kultury przeworskiej. Prowadziła wykłady na Uniwersytecie Marii Curie-Skłodowskiej w Lublinie, była autorką wielu rozpraw i monografii stanowisk archeologicznych. Należała do zespołu redakcyjnego i była współautorką V tomu Syntezy pradziejów ziem polskich, który był opracowywany w Instytucie Historii Kultury Materialnej PAN. Działała w Związku Zawodowym Pracowników Kultury, Stowarzyszeniu Historyków Sztuki oraz w Polskim Towarzystwie Archeologicznym. 
Zmarła w Warszawie, pochowana na cmentarzu Powązkowskim (kwatera 217-6-15). 

## Ordery i odznaczenia
- Krzyż Kawalerski Orderu Odrodzenia Polski[3]
- Srebrny Krzyż Zasługi[3]
- Medal 10-lecia Polski Ludowej (19 stycznia 1955)[4]
- Odznaka „Zasłużony Działacz Kultury”